# Rabba
Rabba ist eine im Tanach bzw. Alten Testament erwähnte Stadt, von der man heute weiß, dass es sich dabei um die Hauptstadt des bronzezeitlichen Staats Ammon handelt, die die Ammoniter selbst als Rabbat-Ammon bezeichneten. Nach der Eroberung durch die Griechen (Alexander der Große) trug sie den Namen Philadelphia und war Teil der Dekapolis und ist heute unter dem Namen  Amman die Hauptstadt Jordaniens. Rabba(t-Ammon) ist nicht zu verwechseln mit Rabbat-Moab, einer wichtigen Stadt der Moabiter. Das Wort rabba bedeutet große Stadt.

## Biblische Ereignisse in und um Rabba

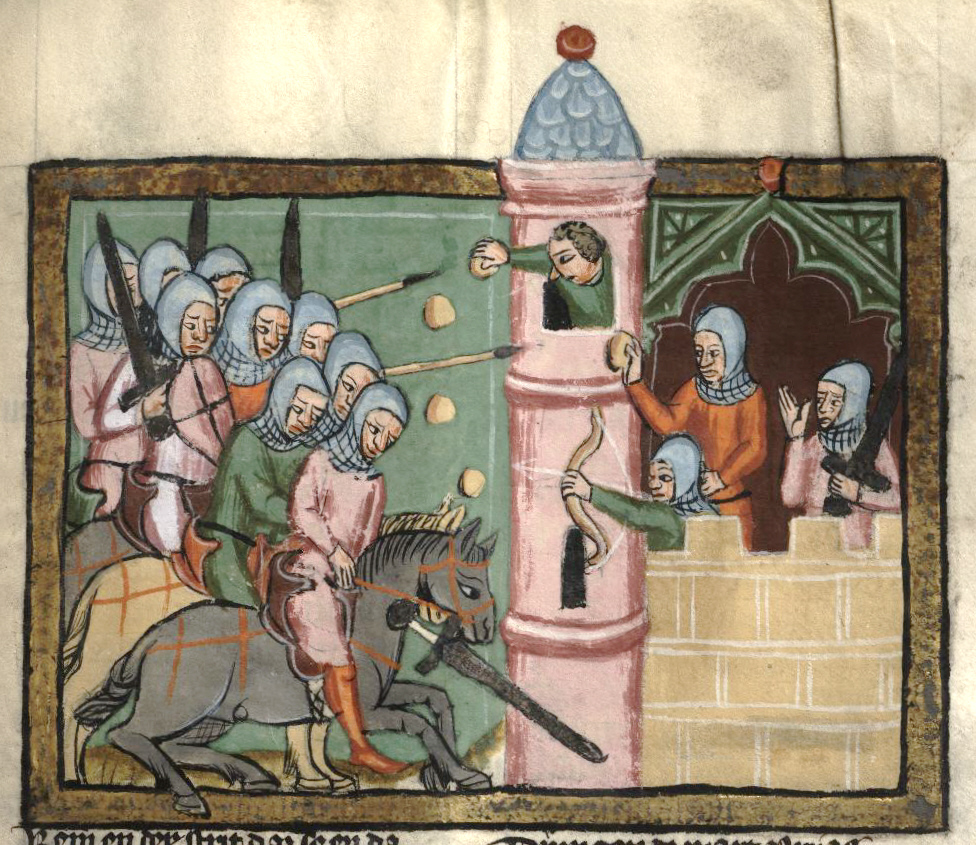
Urija fällt bei der Belagerung Rabbas, aus einer Handschrift der Weltchronik des Rudolf von Ems, 14. Jahrhundert

Rabba wird zum ersten Mal im 5. Buch Moses, dem Deuteronomium, erwähnt (Dtn 3,11 ). Rabba war eine der ammonitischen Städte, in die die Kundschafter des Moses geschickt wurden, um das Land Kanaan zu erkunden. Hier herrschte König Og von Baschan, der, so die Kundschafter, ein „Volk von Riesen“, befehligte. In Rabba, so die Bibel, fanden die Kundschafter seinen Sarg mit den Ausmaßen 9 × 4 Ellen. Später, bei der Landeinnahme durch Josua, fiel das halbe Land Ammon dem Stamm Gad zu (Jos 15,25 ); Rabba selbst aber konnte wohl wegen seiner starken Befestigungen von den Israeliten nicht eingenommen werden.
Wenige Jahrhunderte später ist David als König seines Reiches Israel gegen die wieder erstarkten Ammoniter ins Feld gezogen (2Sam 10-12). Bei der Schlacht um Rabba ließ David auch Urija töten, um auf diese Weise persönliche Konsequenzen zu vermeiden, da David die Frau des Urija, mit Namen Batseba, geschwängert hatte. Rabba fiel jedoch, und seine Einwohner wurden zu Fronarbeitern der Israeliten gemacht.
Als wenige Jahre später David gegen seinen Sohn Abschalom ins Feld zog, wurde er von einem Mann namens Schobi aus Rabba unterstützt, der seinem Heer Decken und Verpflegung brachte (2 Sam 17,27 ). Schobi wird als Sohn des Nahasch bezeichnet, wohl des früheren Königs von Rabba; somit könnte Schobi Davids Vasall und Statthalter gewesen sein.
Bald nach der Reichsteilung befreiten sich die Ammoniter wieder von der israelitischen Oberherrschaft.
Rabba wird von da an nur noch in einigen prophetischen Drohworten erwähnt, so bei Amos (Am 1,14 ), Jeremia
(Jer 49,2-3) und Ezechiel (Ez 21,25 ; Ez 25,5 ).